# ای‌آر موروگادوس
ای‌آر موروگادوس (انگلیسی: AR Murugadoss؛ زادهٔ ۲۵ سپتامبر ۱۹۷۴) کارگردان فیلم، فیلم‌نامه‌نویس و تهیه‌کننده اهل هند است. وی از سال ۲۰۰۱ میلادی تاکنون مشغول فعالیت بوده‌است.
وی کارگردان فیلم‌هایی همچون تعطیلات، گاجینی، آکیرا، استالین، موسیقی، دینا و چاقو بوده‌است.